# Mimorista subcostalis
Mimorista subcostalis là một loài bướm đêm trong họ Crambidae.